# Urechești (okręg Gorj)
Urechești – wieś w Rumunii, w okręgu Gorj, w gminie Drăguțești. W 2011 roku liczyła 881 mieszkańców.